# Walckenaeria brevicornis
Walckenaeria brevicornis este o specie de păianjeni din genul Walckenaeria, familia Linyphiidae. A fost descrisă pentru prima dată de James Henry Emerton în anul 1882. Conform Catalogue of Life specia Walckenaeria brevicornis nu are subspecii cunoscute.